# Dadonggou
Dadonggou (kinesiska: 大东沟, 大东沟镇) är en köping i Kina. Den ligger i provinsen Shanxi, i den norra delen av landet, omkring 260 kilometer söder om provinshuvudstaden Taiyuan. Antalet invånare är 31 732. Befolkningen består av 15 442 kvinnor och 16 290 män. Barn under 15 år utgör 17,0 %, vuxna 15-64 år 75 %, och äldre över 65 år 6,0 %.
Genomsnittlig årsnederbörd är 681 millimeter. Den regnigaste månaden är juli, med i genomsnitt 216 mm nederbörd, och den torraste är december, med 3 mm nederbörd.